# Suore murialdine di San Giuseppe

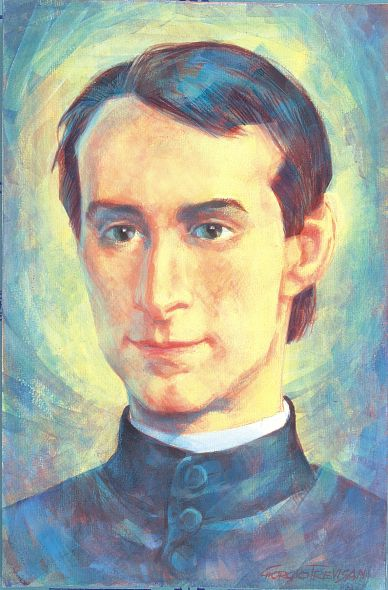
Leonardo Murialdo

Le Suore Murialdine di San Giuseppe sono un istituto religioso femminile di diritto pontificio.

## Storia
La congregazione sorse per iniziativa di Luigi Casaril, superiore generale della congregazione di San Giuseppe, per affiancare i giuseppini nell'educazione delle giovani secondo gli ideali di Leonardo Murialdo.
Casaril si rivolse a un gruppo di giovani donne dell'Azione Cattolica attive presso la chiesa di Nostra Signora della Salute di Torino e, con il consenso dell'arcivescovo Maurilio Fossati, nel 1947 sette di loro iniziarono il noviziato presso il santuario del Sacro Cuore di Rivoli.
Le novizie emisero i primi voti a Torino il 7 novembre 1948, dando formalmente inizio alla nuova congregazione.
La comunità si trasferì presto a San Giuseppe Vesuviano, dove conobbe un notevole sviluppo: nel 1954 fu possibile aprire la prima missione all'estero, in Brasile, e nel 1960 le suore estesero il loro apostolato all'Ecuador. In Brasile la loro crescita fu particolarmente seguita dal beato Giovanni Schiavo.
L'istituto ricevette il pontificio decreto di lode il 4 ottobre 1973.

## Attività e diffusione
L'apostolato delle Murialdine si rivolge principalmente ai giovani e alle famiglie: svolgono la loro opera soprattutto in scuole, centri giovanili e parrocchie. In terra di missione sono attive anche in ospedali e ambulatori.
Oltre che in Italia sono presenti in Argentina, Brasile, Cile, Ecuador, Messico; la sede generalizia è a Roma.
Alla fine del 2008 la congregazione contava 151 suore in 32 case.